# Алпийско сграбиче
Алпийско сграбиче (Astragalus alopecurus) е многогодишно тревисто растение от семейство Бобови. В България е критично застрашен вид, включен в Червената книга на България и Закона за биологичното разнообразие.
Стъблата на вида са изправени, с височина до 100 cm и са влакнести. Листата са с дължина около 20 – 30 cm и с 20 – 30 двойки листчета. Съцветията имат яйцевидна форма. Те са мъхнати, с многобройни цветове. Венчето е бледожълто, а плодът яйцевиднозакръглен, с дължина 8 mm, бял гъстовлакнест боб. Семената му са бъбрековидни със светлокафяв цвят. Цъфти през юни – август и плодоноси – август – септември. Опрашва се от насекоми, а се размножава със семена.
В България се среща по сухи тревисти и каменисти места в покрайнините на гори. Представен е с една популация, заемаща площ под 1 km2 в местността Беглика в Западните Родопи, а броят на възрастните индивиди не надвишава 1000 – 1500. През 1940 г. са установени единични растения в района на връх Сютка, но от тогава това находище не е потвърждавано, въпреки интензивните проучвания. В Централна Европа се среща в югозападната част на Алпите.